# Les Amis au Pakistan
Les Amis au Pakistan est un groupe musical formé à Laval, au Québec.
Le groupe est composé de Solange Lavergne, Jacinthe Fradette, Katia Cioce, Caroline Fournier et Evelyne Mireault et Katia Cioce aux voix, sur des paroles de Joël Chevalier et une musique et une production de Simon R Tremblay.
Ils ont fait paraître les albums Espace libidinal (2007), Cosmetic Cosmic (2009),  High Apothéose (2015) et Schnoutte (2021) et se distinguent par une musique expérimentale et psychédélique truffée d'échantillonages et de rythmes lounge, electro et exotica.
Ils se produisent à l'été 2008 aux FrancoFolies de Montréal. 
En fin juin de 2008, le groupe se produit au Festival de Théâtre de Rue de Lachine.